# Diary of a Wimpy Kid: The Last Straw
Diary of a Wimpy Kid: The Last Straw (conocido en español como Diario de Greg 3: ¡Esto es el colmo!) es una novela de comedia de la serie de libros Diario de Greg. El libro fue lanzado el martes, 13 de enero de 2009

## Personajes principales
- Greg Heffley (Protagonista principal en todos los Diarios)
- Rowley Jefferson
- Holly Hills
- Rodrick Heffley
- Manny Heffley
- Susan Heffley
- Frank Heffley

## Sinopsis
Seamos realistas: Greg Heffley nunca va a dejar de ser un renacuajo y alguien debería explicárselo a su padre. Resulta que Frank Heffley cree que su hijo puede cambiar. Y para que se haga más fuerte, decide apuntarlo en todo tipo de deportes de competición y otras actividades "varoniles". Claro que para Greg siempre ha sido fácil eludir los deseos de su padre. Sin embargo, cuando su padre lo amenaza con enviarlo a una academia militar, se da cuenta de que tiene que ponerse las pilas.
El libro comienza el 1 de enero, con Greg hablando sobre los propósitos de Año Nuevo de su familia. La vida se vuelve más difícil para Greg y su mejor amigo Rowley cuando su ruta de autobús escolar cambia su ruta al vecindario de Whirley Street, por lo que tienen que caminar hacia y desde la escuela.
Greg también trata de ser comparado con los hijos del jefe de su padre Frank, quienes practican deportes y siempre parecen estar afuera haciendo ejercicio. Frank está celoso de esto y quiere que sus hijos sean como los hijos del jefe. Después de conflictos sobre Greg queriendo quedarse adentro y mirar televisión los sábados y Frank robando sus bocadillos de la escuela, Frank lo obliga a inscribirse en el fútbol intramural después de un incidente en la iglesia en Pascua.
Al principio, él monta la banca pero se convierte en el portero titular cuando el portero principal está lesionado. Se toma un descanso para recoger dientes de león en el campo, lo que finalmente le cuesta a su equipo el juego. Frank se avergüenza de esto cuando su jefe se lo muestra en el periódico.
Después de esto, Frank se encuentra con un alborotador del vecindario llamado Lenwood que aparentemente se ha reformado después de ir a la escuela militar. Impresionado con el cambio de su antiguo enemigo, decide inscribir a Greg para un programa de verano en un lugar llamado Spag Union Military School, con la esperanza de que Greg cambie para mejor y que esto termine la vergüenza.
Para impresionar a su padre y evitar así la escuela militar, Greg decide unirse a la tropa 133 Boy Scouts . Sin embargo, él está enfermo y se pierde su viaje de campamento, al que Frank tiene que ir de todos modos (es un acompañante) y lo pasa muy mal. Más tarde, cuando Greg, Frank y Rodrick tienen un "receso" de campamento, terminan en un hotel después de una fuerte lluvia, donde Rodrick encierra a Greg fuera de su habitación en ropa interior.
Después de esto, Greg se resigna más a su destino en la escuela militar, especialmente después de sus intentos de causar una buena impresión en una niña llamada Holly Hills en su clase. Pero en lo que él piensa que es su único día de vacaciones de verano, Greg termina inadvertidamente salvando a Frank de hacer el ridículo en la fiesta de cumpleaños de su vecino.
Al día siguiente, su padre reconsidera su decisión de enviar a Greg a Spag Union, y el libro termina con Greg conociendo a una chica llamada "Trista".
- Datos: Q2897448